# 云乃
云乃是缅甸掸邦臘戍縣腊戍镇区云乃村组下辖的一个村。根据2014年人口普查，云乃村共有1,802名男性，1725名女性，总人口3527人。
该村自2024年被缅甸民族民主同盟军接管，现划入缅甸联邦第一特区腊戌市联合区云乃乡辖区。

## 事件
2024年1月1日，云乃村附近的云乃大桥被德昂民族解放军和克钦独立军用地雷炸断。